# True Beauty
True Beauty (hangeul : 여신강림 ; hanja : 女神降臨 ; RR : Yeosin-gangnim ; litt. The Advent of a Goddess) est une série télévisée sud-coréenne mettant en vedette Moon Ga-young, Cha Eun-woo, Hwang In-yeop et Park Yoo-na.
Basée sur le webtoon du même nom de Yaongyi, elle est centrée sur une lycéenne qui, après avoir été victime d'intimidation et de discrimination parce qu'elle est perçue comme laide, maîtrise l'art du maquillage, pour se transformer en une magnifique « déesse ».
La série a été diffusée sur tvN du 9 décembre 2020 au 4 février 2021 chaque mercredi et jeudi à 22h30. Chaque épisode dure environ 70 minutes.

## Synopsis
Lim Ju-Kyung (Moon Ga-young) est une jeune fille de 18 ans constamment harcelée au lycée à cause de son physique. Lorsque sa famille déménage, elle est transférée dans un nouveau lycée où elle décide de se forger une nouvelle identité grâce au maquillage. Elle y devient rapidement célèbre et est qualifiée de « déesse ».
Malgré sa nouvelle popularité, Ju-Kyung se considère toujours laide et ne veut pas que ses camarades de classe découvrent son vrai visage, jugé très laid par rapport aux standards de beauté coréens.

## Distribution

### Acteurs principaux
- Moon Ga-young : Lim Ju-Kyung[1]
  - Lee Go-Eun (en) : Lim Ju-Kyung (jeune)
- Cha Eun-woo : Lee Su-Ho[2]
  - Lee Seung-Woo : Lee Su-Ho (jeune)
- Hwang In-yeop : Han Seo-Jun[3]
- Park Yoo-na : Kang Su-Jin[4]

### Acteurs secondaires

#### Famille de Lim Ju-kyung
- Jang Hye-Jin : Hong Hyun-Sook
- Park Ho-San : Lim Jae-Pil
- Im Se-Mi : Lim Hee-Kyung
- Kim Min-Ki : Lim Ju-Young

#### Élèves du Lycée Saebom
- Kang Min-Ah : Choi Soo-Ah
- Lee Il-Jun : Yoo Tae-Hoon
- Lee Sang-Jin : An Hyun-Kyu
- Lee Woo-Je : Kim Cho-Rong
- Yeo Joo-Ha : Han Go-Woon

## Production

### Fiche technique
- Titre original : 여신강림
- Titre international : True Beauty
- Réalisation : Kim Sang-Hyeop
- Scénario : Lee Si-Eun
- Musique : Park Se-Joon et Coll[5].
- Production : Kwon Mi-Kyung, Moon Seok-Hwan, Oh Kwang-Hee
- Sociétés de production : Bon Factory Worldwide, Studio N
- Sociétés de distribution : tvN (Corée du Sud)
- Pays d'origine :  Corée du Sud
- Langue originale : coréen
- Format : couleur - Dolby Digital
- Genre : Romance, Comédie, Tranche de vie, Récit initiatique
- Durée : 73 minutes
- Dates de diffusion :
  - Corée du Sud: 9 décembre 2020 - 4 février 2021 sur tvN